# Klasztor San Miguel de Escalada
Klasztor San Miguel de Escalada – klasztor położony ok. 20 km na wschód od León (Hiszpania) jest jednym z niewielu zachowanych zabytków architektury mozarabskiej
Został założony w 912 r. przez mnichów wygnanych z Emiratu Kordoby, którzy osiedlili się na pozostałościach zniszczonego przez najazdy arabskie kościoła Wizygotów. Najstarszą budowlą jest kościół z 913 r., trójnawowy, nakryty polichromowanym drewnianym stropem kasetonowym. Kościół otacza portyk z 1050 r. z kolumnami wspierającymi łuki podkowiaste. Wnętrze zdobi balustrada rzeźbiona w motywy wizygockie (ptak zjadający winogrono) i islamskie (wzory geometryczne i roślinne). Wieża jest romańska z końca XI wieku, wzmocniona przyporami. 